# Kerk van Tjerkgaast
De kerk van Tjerkgaast is een kerkgebouw in Tjerkgaast in de Nederlandse provincie Friesland.

## Beschrijving
De eerste steen van het herbouwde schip is gelegd op 25 juni 1703. In 1759 is de tufstenen zadeldaktoren vervangen door een houten geveltoren met ingesnoerde spits. De klok (1577) is van klokkengieter Willem Wegewaert. De westgevel van de driezijdig gesloten zaalkerk is in april 1941 vernieuwd. In vier rondboogvensters bevindt zich gebrandschilderd glas. Onder het dak, dat in 2011 is gerestaureerd, bevindt zich een kolonie meervleermuizen. Het kerkgebouw is een rijksmonument. Bij de kerk bevindt zich een sarcofaag die in 1946 is opgegraven.
De preekstoel dateert uit de 17e eeuw. Het orgel uit 1922 is gemaakt door Bakker & Timmenga met gebruik van oudere onderdelen.
Het kerkgebouw behoort tot de PKN gemeente Op 'e Noed. Ook de protestantse kerk van Sint Nicolaasga en de protestantse kerk van Idskenhuizen behoren tot deze gemeente.

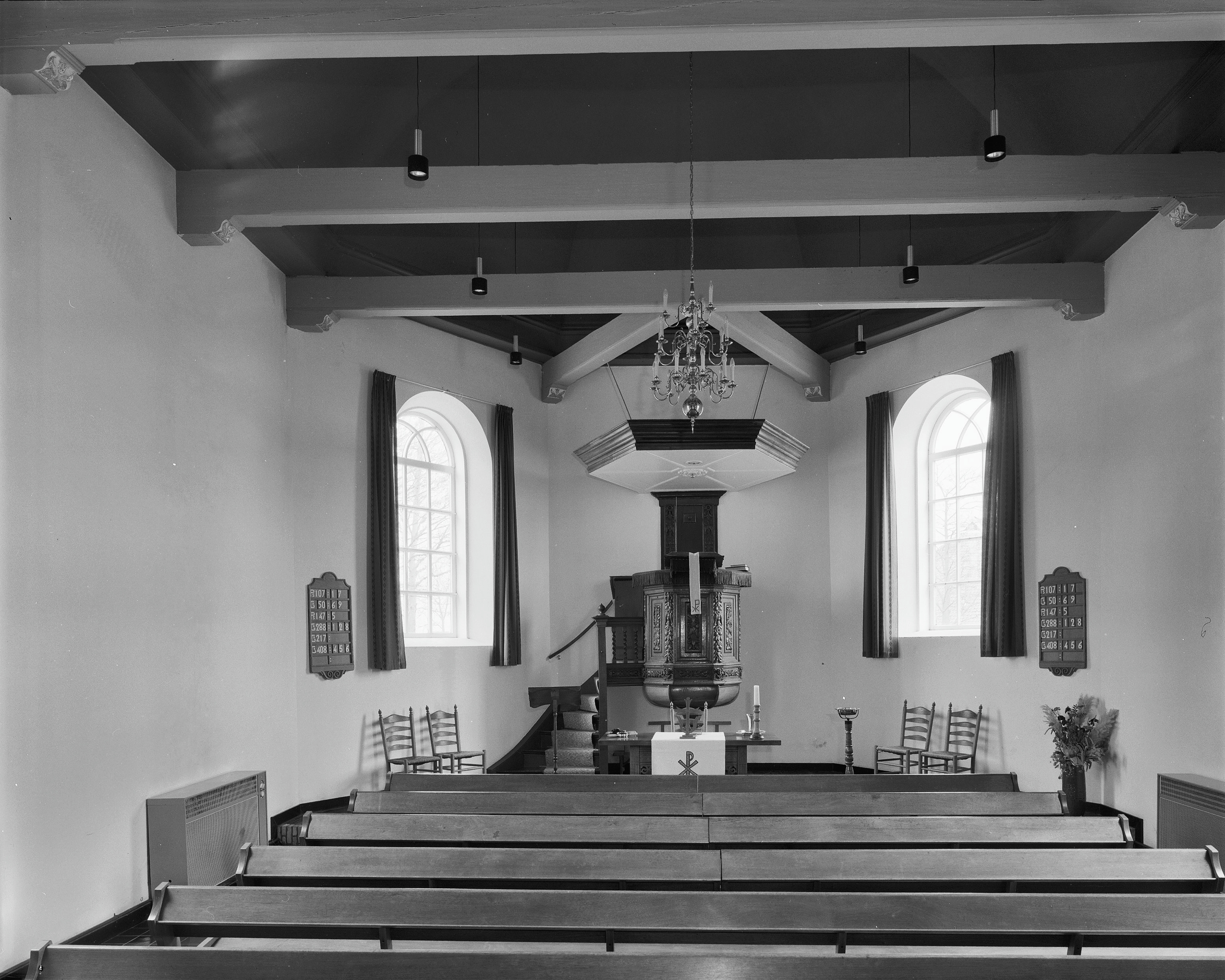
Interieur met preekstoel
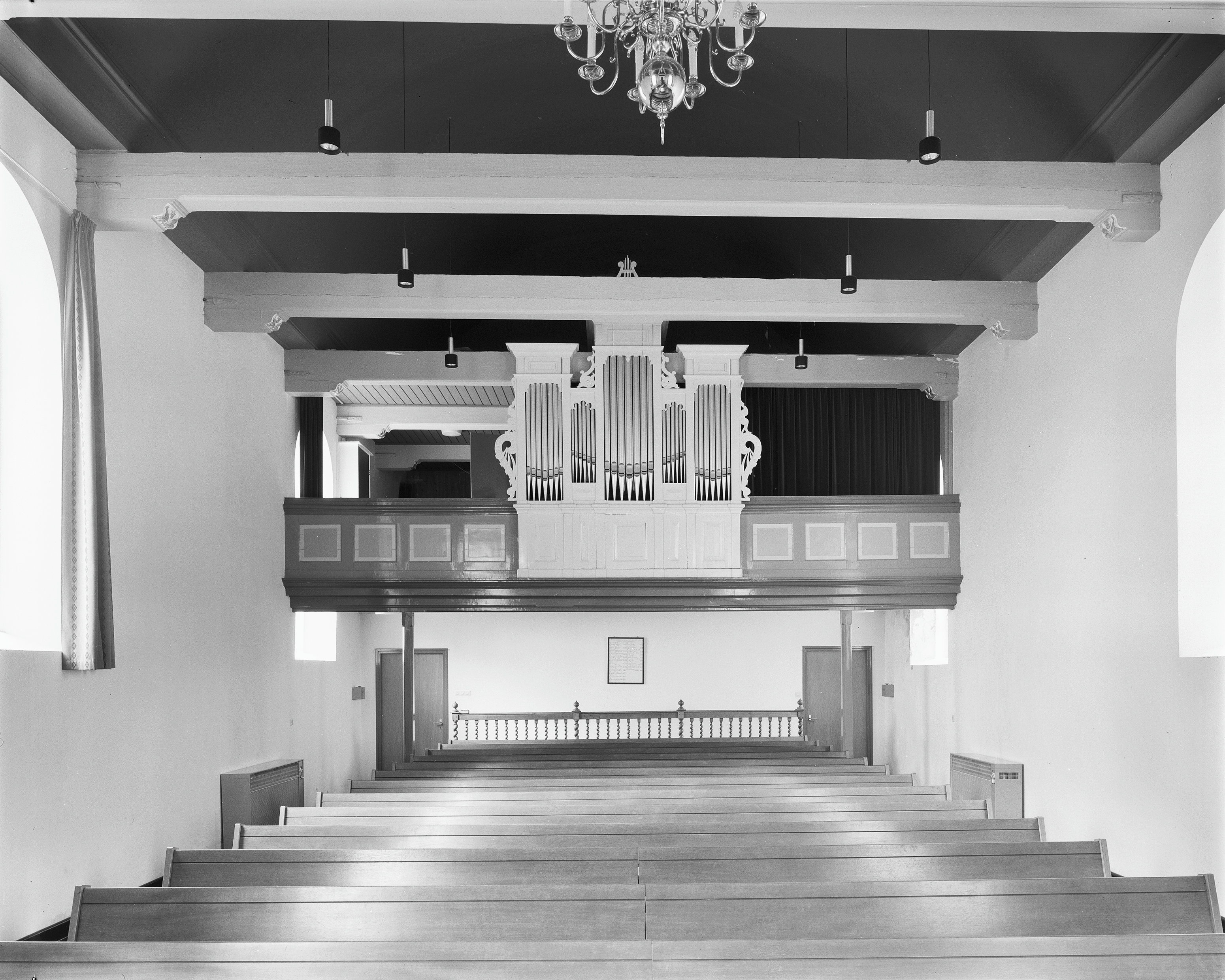
Interieur met orgel
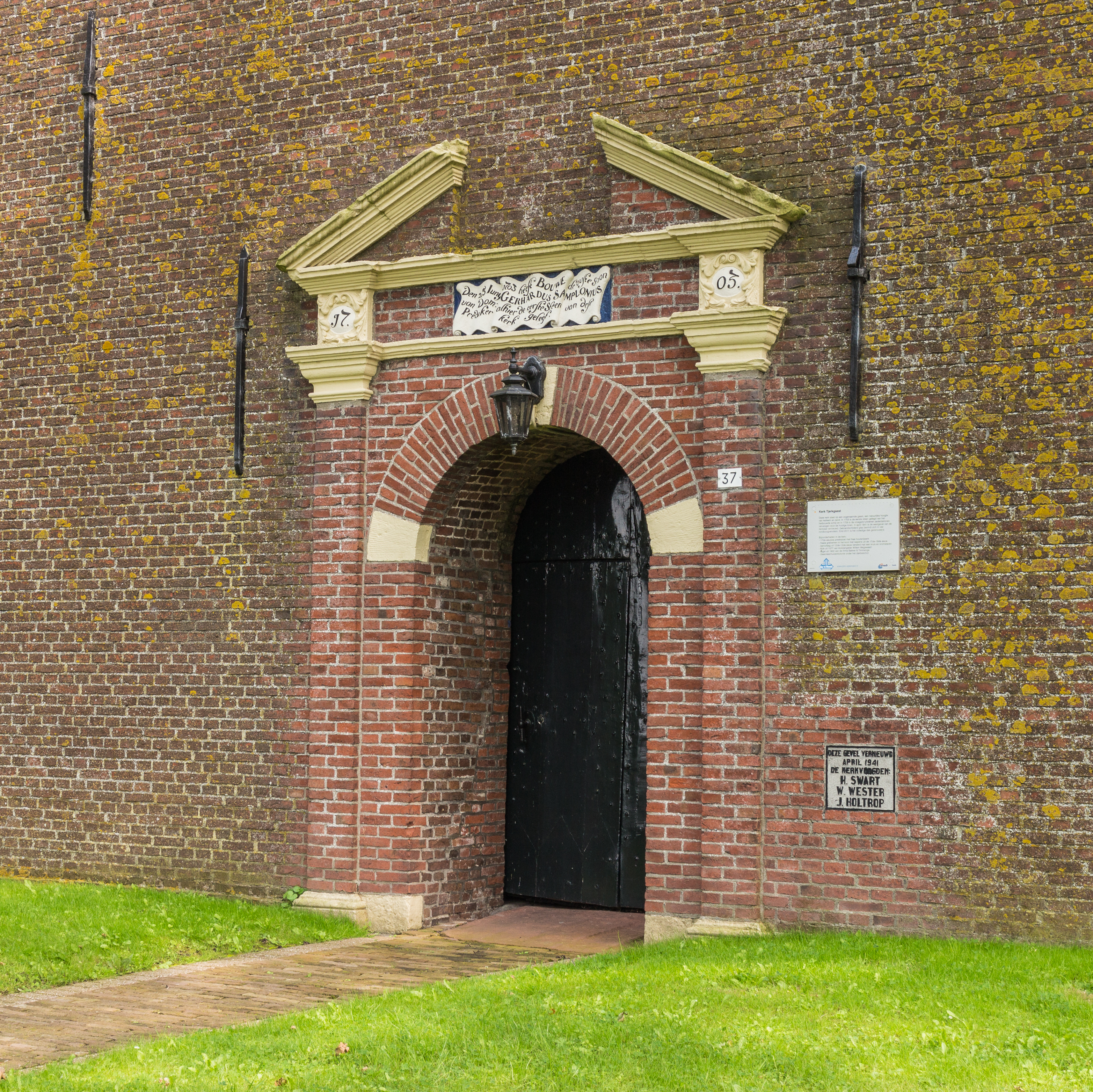
Ingangsportaal